# الحركة التايلاندية الحرة

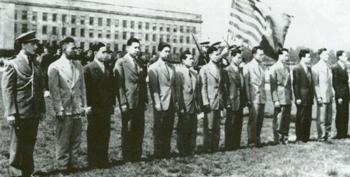
الحركة التايلاندية

الحركة التايلاندية الحرة (بالتايلندية: เสรีไทย)‏ هي حركة مقاومة تايلاندية سرية ضد إمبراطورية اليابان نشأت خلال الحرب العالمية الثانية. كانت حركة سيري تاي مصدرًا مهمًا لاستخبارات الحلفاء العسكرية في المنطقة.

## خلفية
في أعقاب الغزو الياباني لتايلاند بين السابع والثامن من شهر ديسمبر عام 1941، أعلن نظام بلايك بيبولسونجكرام (فيبون) الحرب على المملكة المتحدة والولايات المتحدة في 25 يونيو عام 1942. رفض سيني براموج، سفير تايلاند في الولايات المتحدة، إيصال إعلان الحرب إلى الحكومة الأمريكية. ووفقًا لذلك، أحجمت الولايات المتحدة عن إعلان الحرب على تايلاند. كان سيني أرستقراطيًا محافظًا، ومعروفًا بعدائه لليابان، فنظم الحركة التايلاندية الحرة بمساعدة الولايات المتحدة، وجنّد الطلاب التايلانديين في الولايات المتحدة للعمل مع مكتب الخدمات الاستراتيجية الأمريكي. درّب مكتب الخدمات الاستراتيجية الموظفين التايلانديين على النشاطات السرية، وجُهّزت الوحدات السرية لاختراق تايلاند. بحلول نهاية الحرب، تلقى أكثر من 50 ألف تايلاندي تدريبات وأسلحة لمقاومة اليابانيين على يد أعضاء الحركة التايلاندية الحرة الذين هبطوا بالمظلات لدخول البلاد.

## الحرب العالمية الثانية والاحتلال الياباني
اكتسب تحالف بيبولسونجكرام مع اليابان خلال السنوات الأولى من الحرب شعبيّة في البداية. التحق الجيش التايلاندي الملكي بحملة بورما اليابانية بهدف استعادة الأراضي التاريخية التي طالب بها التايلانديون، والتي ادعوا أنها جزء من دول شان سابقًا قبل استسلامها للإمبراطورية البورمية خلال الحروب البورمية السيامية، ثم إلحاقها بممتلكات بريطانيا عقب الحرب الأنجلو بورمية الثالثة. كسب التايلانديون استعادة الدول الملاوية في أقصى الشمال، والتي فقُدت سابقًا إثر المعاهدة الأنجلو سيامية عام 1909، وتزامنًا مع انخراط اليابان في الحرب الفرنسية التايلاندية، استعاد التايلانديون الأراضي التي فقدوها في الحرب الفرنسية السيامية عام 1893.[بحاجة لمصدر]
على أي حال، أرسلت اليابان 150 ألف جندي ليتمركزوا على التراب التايلندي، وتزامنًا مع استمرار الحرب، تزايدت معاملة اليابان لتايلاند على أنها دولة مستعمَرة بدلًا من اعتبارها حليفًا. على الرغم من أن الولايات المتحدة لم تعلن الحرب، لكنها أرسلت، في 26 ديسمبر عام 1942، قاذفات الجيش العاشر في سلاح الجو إلى الهند، وشنّت أول غارة كبرى، فأدت إلى تدمير أهدافٍ في بانغكوك ومناطق أخرى، وتسببت في سقوط عدة آلاف من الضحايا. تحوّل الرأي العام، وكذلك تعاطف النخبة السياسية المدنية الأكثر أهمية أيضًا، لينقلبا –بشكل واضح– على تحالف بيبولسونجكرام مع اليابان.
تلقت الحركة التايلاندية الحرة دعمًا من القوة 136 البريطانية ومكتب الخدمات الاستراتيجية، ووفر الجهازان السابقان معلومات استخباراتية قيمة من داخل تايلاند.

### بريدي والنظام المدني (1944–1947)
في يونيو عام 1944، اضطر بيبولسونجكرام إلى ترك منصبه، وحلّت محلّه أول حكومة يسيطر عليها المدنيون منذ انقلاب عام 1932 على الملكية المطلقة. استمر قصف الغارات الجوية من طرف الحلفاء، ودمّرت غارة نفذتها طائرة بوينغ بي–29 على بانغكوك مصنعين رئيسيين لإنتاج الطاقة، وذلك في 14 أبريل عام 1945، ففقدت المدينة الطاقة الكهربائية والماء. خلال حملة القصف، نجحت شبكة سيري تاي في بثّ تقارير الأحوال الجوية وإيصالها إلى قوات الحلفاء الجوية، ونجحت أيضًا في إنقاذ طياري الحلفاء الذين سقطوا أثناء الغارات. ترأس خوانغ أفاي ونغ الحكومة الجديدة، وهو مدني ارتبط سياسيًا بشخصيات محافظة مثل سيني براموج. لكن الشخصية الأكثر تأثيرًا في النظام الجديد هي بريدي بانوميونغ (وهو الوصي على عرش تايلاند)، فكانت آراؤه المناهضة لليابان تزيد من إعجاب التايلانديين به. في العام الأخير من الحرب، منحت بانغكوك عملاءَ دول الحلفاء حرية الوصول ضمنيًا. وبحلول انتهاء الحرب، أبطلت تايلاند اتفاقاتها الحربية مع اليابان.